# بيري هارتنت
بيري هارتنت (بالإنجليزية: Perry Hartnett)‏ هو لاعب كرة قدم أمريكية أمريكي، ولد في 28 أبريل 1960.